# Erythrodes hirsuta
Erythrodes hirsuta là một loài thực vật có hoa trong họ Lan. Loài này được (Griff.) Ormerod mô tả khoa học đầu tiên năm 1997.